# Île du Prince-de-Galles (Canada)
Cet article concerne l'île arctique canadienne. Pour les autres îles homonymes, voir île Prince-de-Galles.
L'île du Prince-de-Galles, située dans le Nunavut, est une île de l'archipel Arctique située dans le passage du Nord-Ouest. Elle est localisée au sud des îles de la Reine-Élisabeth, entre l'île Victoria à l'ouest et l'île Somerset à l'est.

## Description

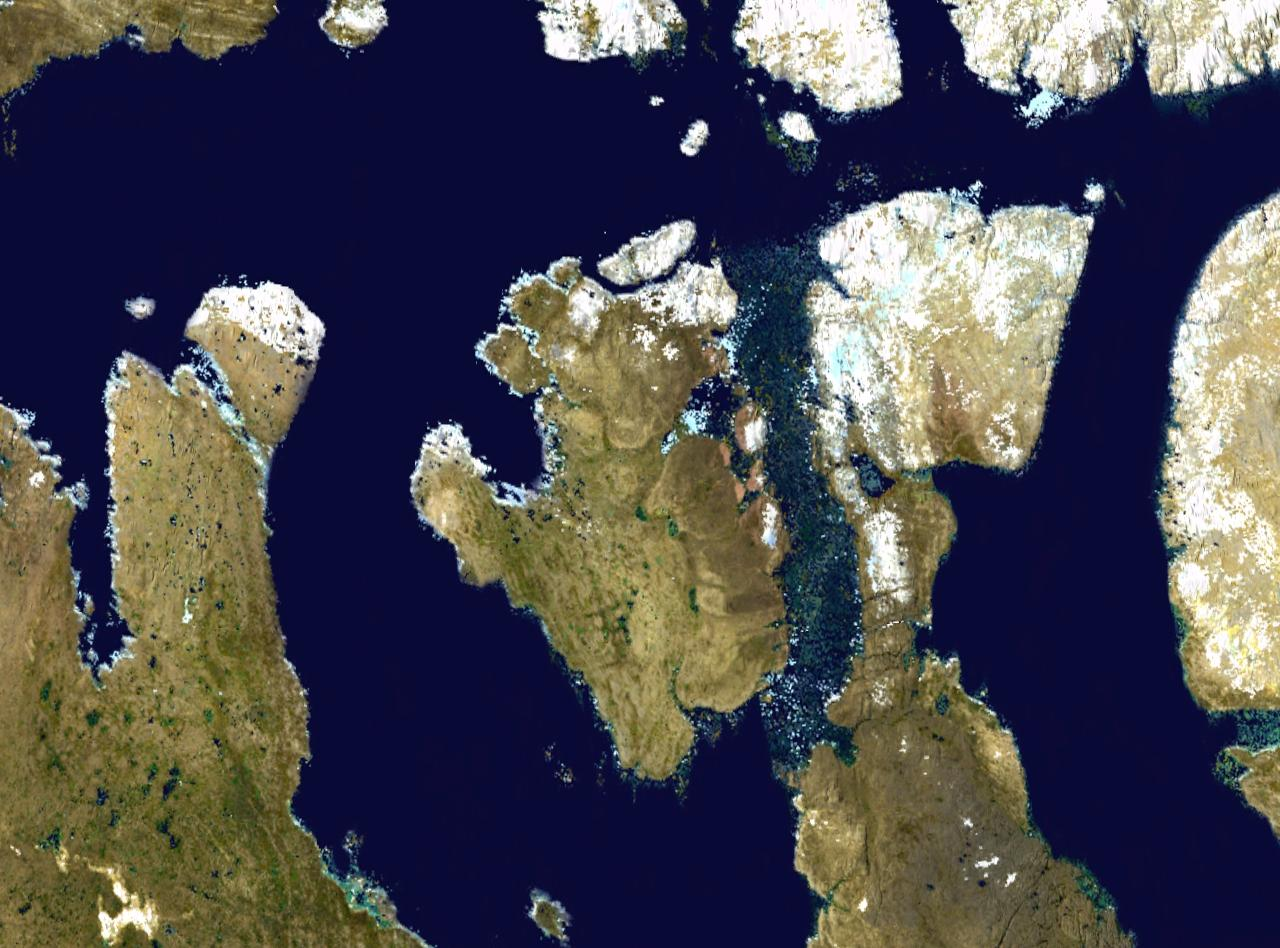
Photomontage satellite de l'île du Prince-de-Galles et ses environs.

L'île n'est pas habitée de manière permanente. 
C'est une île couverte de basse toundra avec une côte irrégulière, où s'enfoncent profondément la baie Ommanney à l'ouest et la baie Browne à l'est. Sa superficie est d'environ 33 339 km², équivalente à celle de la Moldavie, ce qui en fait la 40e plus grande île au monde et parmi les 10 plus grandes îles canadiennes. Son plus haut point s'élève à 320 mètres, situé par 73°49'N; 97°50'O – dans l'extrême nord-est de l'île  dominant le canal Baring, qui la sépare de l'île Russell voisine.
La découverte européenne fut faite en 1851 par Francis Leopold McClintock, parti à la recherche de l'expédition Franklin. L'île fut nommée en hommage au prince héritier de l'époque, le fils aîné de la reine Victoria alors âgé de dix ans, le futur roi Édouard VII.

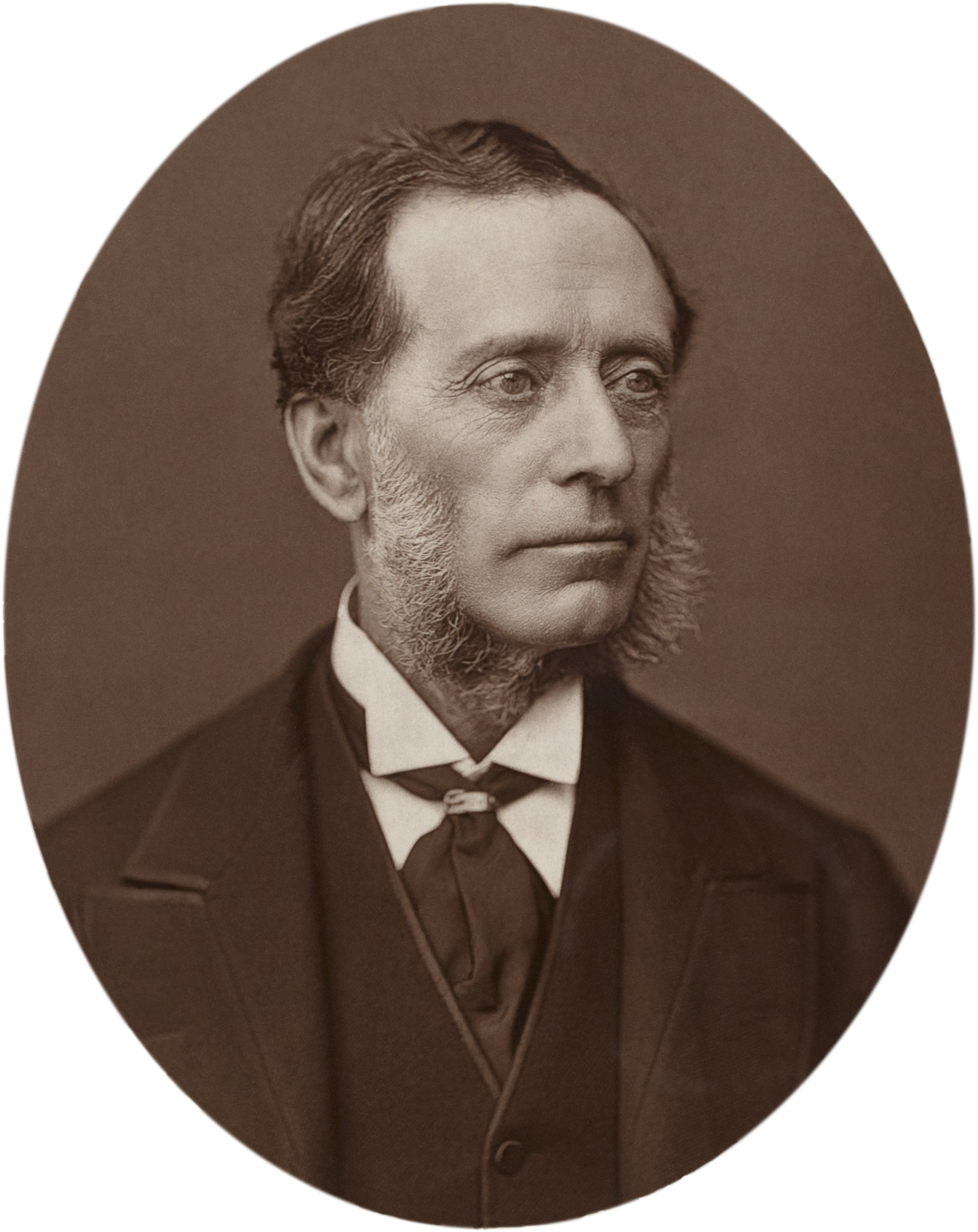
Sir Francis Leopold McClintock, 1875